# Megalopsis denticauda
Megalopsis denticauda är en kräftdjursart som beskrevs av Panampunnayil 1987. Megalopsis denticauda ingår i släktet Megalopsis och familjen Mysidae. Inga underarter finns listade i Catalogue of Life.